# Gastone Darè
Gastone Darè (Suzzara, 18 de febrero de 1918-Mantua, 7 de junio de 1976) fue un deportista italiano que compitió en esgrima, especialista en la modalidad de sable.
Participó en tres Juegos Olímpicos de Verano entre los años 1948 y 1956, obteniendo dos medallas: plata en Londres 1948 y plata en Helsinki 1952. Ganó diez medallas en el Campeonato Mundial de Esgrima entre los años 1947 y 1955.

## Palmarés internacional
| Juegos Olímpicos   | Juegos Olímpicos      | Juegos Olímpicos  | Juegos Olímpicos  |
| Año                | Lugar                 | Medalla           | Prueba            |
| ------------------ | --------------------- | ----------------- | ----------------- |
| 1948               | Londres (Reino Unido) | Medalla de plata  | Sable por equipos |
| 1952               | Helsinki (Finlandia)  | Medalla de plata  | Sable por equipos |
| Campeonato Mundial |                       |                   |                   |
| Año                | Lugar                 | Medalla           | Prueba            |
| 1947               | Lisboa (Portugal)     | Medalla de oro    | Sable por equipos |
| 1947               | Lisboa (Portugal)     | Medalla de bronce | Sable individual  |
| 1949               | El Cairo (Egipto)     | Medalla de oro    | Sable individual  |
| 1949               | El Cairo (Egipto)     | Medalla de oro    | Sable por equipos |
| 1950               | Montecarlo (Mónaco)   | Medalla de oro    | Sable por equipos |
| 1950               | Montecarlo (Mónaco)   | Medalla de bronce | Sable individual  |
| 1951               | Estocolmo (Suecia)    | Medalla de plata  | Sable por equipos |
| 1951               | Estocolmo (Suecia)    | Medalla de bronce | Sable individual  |
| 1953               | Bruselas (Bélgica)    | Medalla de plata  | Sable por equipos |
| 1955               | Roma (Italia)         | Medalla de plata  | Sable por equipos |